# Болерон
Фема Болерон (грец. θέμα Βολερού) — військово-адміністративна одиниця Візантійської імперії (фема), яка розташовувалась на сході Балканського півострова (сучасна Греція). Відносилася до так званих «малих фем». Отримала назву за регіоном Болерон. Утворено у 970-х роках. Остаточно припинила існування близько 1320 року внаслідок реформування.

## Історія
Внаслідок тривалих війн Візантійської імперії з болгарами з початку IX ст. здійснюються заходи з оборони сходу Балкан, підступів до Константинополя. У середині того ж століття утворюється клісура (на кшталт західноєвропейської марки) Болерон, яка повинна була захищати кордони фем Македонія і Фракія. Про цей період відомо замало з огляду на мінливу політичну та військову ситуація. У 890-х роках Болерон увійшла до складу феми Стрімон.
Між 973 та 976 роками виокремлено у самостійну фему. Втім, поразки війзантійців від Болгарії призвели до фактично ліквідації феми Болерон. Лише після 1001 року її було відроджено. Тепер основний характер феми змінився з оборонного на наступальний. Звідси візантійські війська наступали на північ і центр Болгарського царства. Після підкорення останнього у 1018 році фема Болерон збереглася. Проте втратила військове значення. З цього часу основі зусилля були зосередженні на розвитку господарства.
У 1070-х роках під час заколотів на Балканах різних військовиків проти центрального уряду ця фема зберегла вірність Константинополю. В 1080—1090-х роках відновлюється військове значення з огляду на загрози печенігів та норманів. Тут формуються нові військові загони, нерозорене господарство дає змогу збирати податки в повному обсязі. Сама фема деякий час  носить назву «Новий Стрімон».
У 1185 році південні області феми було пограбовано військами Сицилійського королівства. У 1204 році після захоплення Константинополя учасниками Четвертого хрестового походу, Боніфацій Монферратський зайняв фему, що увійшла до складу Фессалонікського королівства. У 1246 році нікейський імператор Іоанн III відвоював ці землі та відновив фему Болерон під назвою «Болерон і Мосинополь». Близько 1320 року за рішенням імператора Андроніка II

## Адміністрація
Розташовувалася між фемами Стрімон і Фракія. Північною межею були Родопські гори, південною — Егейське море, на заході — річка Нестос, на сході — Корпильска ущелина. Була поділена на 2 бандони — Мосинополь і Перітеоріон. На чолі стояв стратег, що отримував щорічну зарплатню у 12 лібрів золота. За часів Комнінів та Ангелів часто поєднувалися посади стратегів фем Стрімон і Болерон.

## Відомі стратеги
- Костянтин Каматиср (1030-ті)
- Лев Філак (1056—1064)
- Микита Ксифілін (кін. 1080-х)